# 红掸民族军
红掸民族军（英語：Shanni Nationalities Army，缩写SNA），又译掸尼民族军，是缅甸克钦邦的一支掸族少数民族地方武装。根据克钦政府第一副主席、克钦独立军总参谋长衮汤甘双的说法，红掸民族军得到了缅甸政府军的支持以平衡克钦独立军的势力。

## 历史
8888民主运动后，许多红掸族人参加了全缅学生民主阵线，并进入了克钦独立组织控制区。在1994年克钦独立组织与缅甸国防军签订停火协议前，前克钦政府主席迈立祖早卖（Mali Zup Zau Mai）将这批掸族人驱逐了出去。此后这支掸族武装进行了重组。2015年10月，南掸邦军与缅甸政府签订全国停火协议后，一支300多名红掸民族军队伍到泰亮山接受培训后，在缅军和南掸邦军的保护下，进入了克钦邦八莫县曼西镇区。2016年1月11日，红掸民族军和政府军在缅印边境互斗，双方各有伤亡。